# 남성에 대한 폭력
남성폭력(男性暴力)은 남성에 대한 폭력을 의미한다.
'젠더에 기반한 폭력'이 반드시 ‘여성에 대한 폭력’만을 칭하는 것은 아니다. 남성도 젠더폭력의 피해자가 될 수 있다. 하지만 이는 남성이 아닌 여성, 혹은 제 3의 성이 사회구조적으로 남성을 억압할 때 성립될 수 있다고 보여진다.젠더폭력은 사회적으로 부여된 성을 바탕으로 약자에게 가해지는 폭력을 통칭하는 개념이기 때문이다. 참고로, 젠더폭력은 성폭력만을 의미하는 것이 아니다.젠더=성이기는 하지만 이것을 성폭력이라고 말하는 것은 그 안에 내포되어 있는 의미 자체를 무시하는 것으로 볼 수 있다.
군대 내 성폭력의 경우는 동성 간의 폭력이지만 '섹슈얼리티'에 대한 폭력이고 가해자와 피해자의 위계가 동등하지 않고, 약자가 피해자가 되기 때문에 남성폭력이라고 할 수 있다.남자 아이에 대한 성폭력도 이와 같은 맥락에서 남성폭력의 예가 될 수 있다.
또한 여성은 피해자이고 남성이 가해자라는 사회통념과 달리 가정폭력 직장내 성희롱등도 존재 하며 그 피해가 꾸준히 증가하고 있다.

## 같이 보기
- 젠더폭력
- 여성폭력
- 아동폭력
- 성폭력